# Lennart Carleson
Pour l’article homonyme, voir Carl Natanael Carleson.
Lennart Axel Edvard Carleson (né le 18 mars 1928 à Stockholm) est un mathématicien suédois connu pour ses travaux en analyse harmonique.

## Publications
Carleson a publié de nombreux articles de recherche ainsi que deux livres :
- Selected Problems on Exceptional Sets, Van Nostrand, 1967
- Complex Dynamics, Springer, 1993 (en collaboration avec Theodore W. Gamelin)

## Distinctions
- Prix Leroy P. Steele en 1984
- Prix Wolf de mathématiques en 1992
- Médaille Lomonossov en 2002
- Médaille Sylvester en 2003
- Prix Abel en 2006